# Хлюдово
Хлюдово (пол. Chludowo, нім. Truppenfeld) — село в Польщі, у гміні Сухий Ляс Познанського повіту Великопольського воєводства.
Населення — 1324 особи (2011).
У 1975-1998 роках село належало до Познанського воєводства.

## Демографія
Демографічна структура станом на 31 березня 2011 року:
|          | Загалом | Допрацездатний вік | Працездатний вік | Постпрацездатний вік |
| -------- | ------- | ------------------ | ---------------- | -------------------- |
| Чоловіки | 664     | 155                | 461              | 48                   |
| Жінки    | 660     | 141                | 401              | 118                  |
| Разом    | 1324    | 296                | 862              | 166                  |